# التلقيح في أشجار الفاكهة
تعتبر عملية التلقيح في أشجار الفاكهة أمراً حيوياً ومطلوباً لإنتاج البذور مع الفاكهة المحيطة. وتتلخص هذه العملية في نقل حبوب اللقاح من سداة الزهرة إلى ميسمها، إما في نفس الزهرة أو في زهرة أخرى. بعض أنواع الأشجار، بما في ذلك العديد من أشجار الفاكهة، لا تنتج ثمارًا من التلقيح الذاتي، لذلك تُزرع أشجار المُلقحات في البساتين.

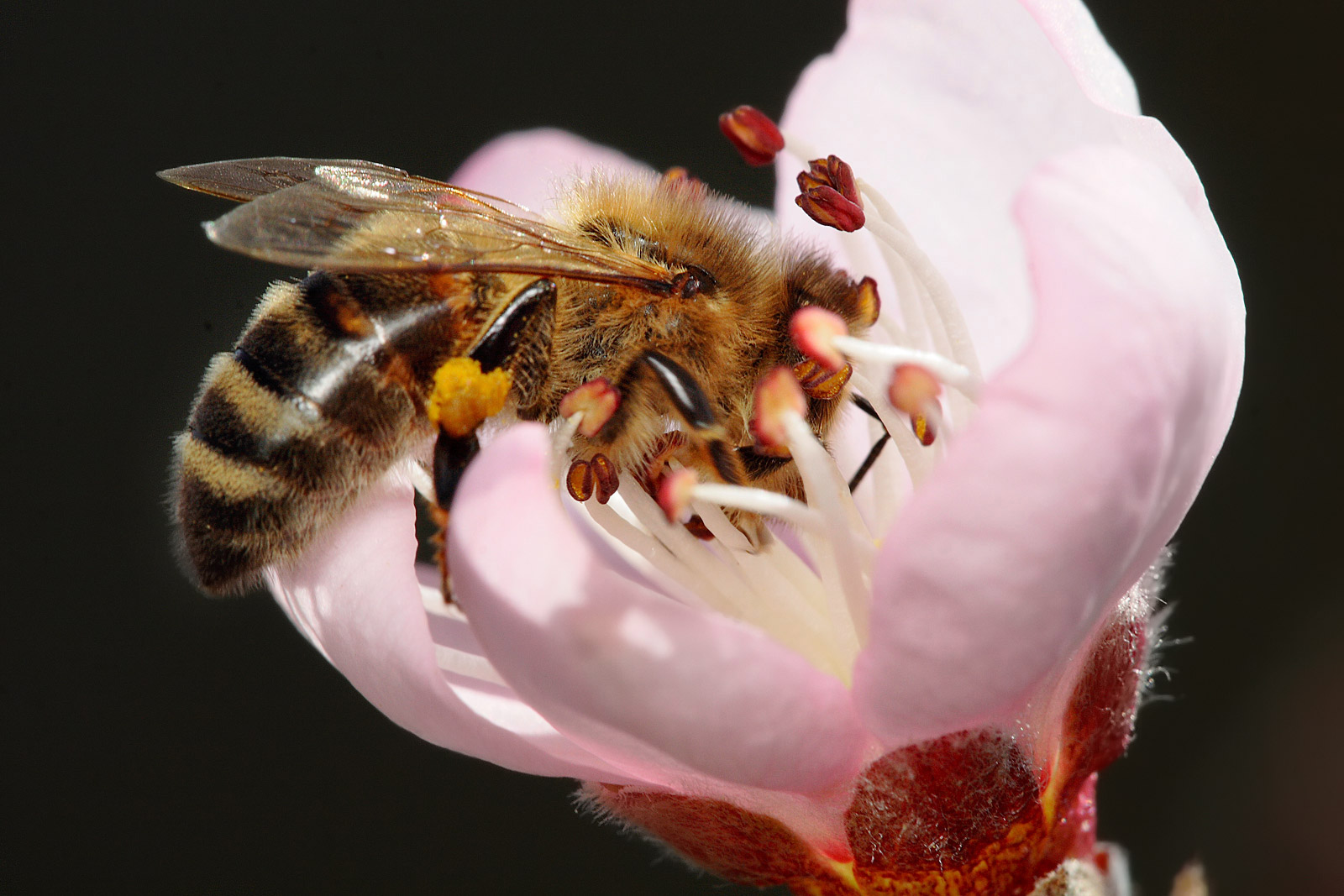
نحلة تقوم بتلقيح زهرة الخوخ

تتطلب عملية التلقيح ناقلًا لحبوب اللقاح، والذي يمكن أن يكون حيوانيًا أو رياحًا أو تدخلًا بشريًا (عن طريق التلقيح اليدوي أو باستخدام بخاخ حبوب اللقاح). ينتج الإخصاب المتبادل بذورًا ذات تركيبة جينية مختلفة عن النباتات الأم؛ يمكن إنشاء مثل هذه البذور عن عمد كجزء من برنامج الاصطفاء الصناعي لأشجار الفاكهة ذات السمات المرغوبة. تنتج الأشجار التي يتم تلقيحها أو تلقيحها عبر مُلقِّح حشري ثمارًا أكثر من الأشجار التي تحتوي على أزهار تقوم فقط بالتلقيح الذاتي. في أشجار الفاكهة، يعتبر النحل جزءًا أساسيًا من عملية التلقيح لتكوين الفاكهة.
تمت دراسة تلقيح أشجار الفاكهة حول العالم بشكل كبير لمئات السنين. يُعرف الكثير عن تلقيح أشجار الفاكهة في المناخات المعتدلة، ولكن لا يُعرف الكثير عن تلقيح أشجار الفاكهة في المناخات المدارية. تشمل الفواكه من المناخ المعتدل التفاح والكمثرى والخوخ والبرقوق والكرز والتوت والعنب والمكسرات التي تعتبر فواكه جافة. تشمل الفواكه من المناخات الاستوائية الموز والأناناس والبابايا والأفوكادو والمانجو وبعض من جنس الحمضيات.

## فواكه الغابات المعتدلة

### التفاح
معظم نباتات / أشجار التفاح غير متوافقة مع نفسها، أي أنها لا تنتج ثمارًا عند تلقيحها من زهرة من نفس الشجرة أو من شجرة أخرى من نفس الصنف، ويجب تلقيحها عبر التلقيح. يتم وصف عدد قليل منها على أنها «ذاتية الإخصاب» وقادرة على التلقيح الذاتي، على الرغم من أنه حتى تلك التي تميل إلى حمل محاصيل أكبر عند التلقيح الخلطي من حبوب اللقاح المناسبة. هناك عدد قليل نسبيًا من الأصناف «ثلاثية الصبغيات»، مما يعني أنها لا توفر تقريبًا أي حبوب لقاح قابلة للحياة لأنفسهم أو لأشجار التفاح الأخرى. يتم تجميع التفاح الذي يمكنه تلقيح بعضها البعض بحلول الوقت الذي تزهر فيه حتى تتفتح الملقحات المتقاطعة في نفس الوقت. تعتبر إدارة التلقيح مكونًا مهمًا في ثقافة التفاح. قبل الزراعة، من المهم ترتيب الملقحات - أنواع مختلفة من التفاح توفر حبوب لقاح وفيرة وقابلة للحياة ومتوافقة. قد تتناوب كتل البساتين في صفوف من الأصناف المتوافقة، أو قد تزرع أشجار الكرابابل، أو تطعيم أطراف الكرابابل. تنتج بعض الأصناف القليل جدًا من حبوب اللقاح، أو أن حبوب اللقاح معقمة، لذا فهذه ليست حبوب لقاح جيدة. المشاتل ذات النوعية الجيدة لديها قوائم متوافقة مع حبوب اللقاح. أحيانًا ما يوفر المزارعون الذين لديهم كتل بستان قديمة من أصناف مفردة باقات من أزهار الكرابابل في براميل أو دلاء في البستان لحبوب اللقاح. يمكن لمزارعي المنازل الذين لديهم شجرة واحدة ولا يوجد أي نوع آخر في الحي أن يفعلوا الشيء نفسه على نطاق أصغر.
خلال فترة الإزهار في كل موسم، عادةً ما يوفر مزارعو التفاح التجاريون الملقحات لحمل حبوب اللقاح. تُستخدم خلايا نحل العسل بشكل شائع في الولايات المتحدة، ويمكن إجراء الترتيبات مع النحال التجاري الذي يوفر خلايا النحل مقابل رسوم. نحل العسل من جنس Apis هو الملقح الأكثر شيوعًا لأشجار التفاح، على الرغم من أن أعضاء أجناس Andrena و النحل الطنان و Halictus و النحل البناء يقومون بتلقيح أشجار التفاح في البرية. قد يلعب النحل الانفرادي أو النحل البري مثل نحل التعدين على الأرض (Andrena) دورًا أكبر بكثير في التلقيح مما كان متوقعًا في وقت ما، كما أنه يعتبر ملقحات بديلة في البساتين. يوجد النحل الطنان أحيانًا في البساتين، ولكن ليس بكميات كافية ليكون ملقحات مهمة ؛ في حديقة المنزل مع عدد قليل من الأشجار، قد يكون دورها أكبر بكثير. يعتمد مزارعو التفاح أيضًا على عدة أنواع من النحل البري للتلقيح في بساتينهم.
يتم استخدام النحل البناء بشكل متزايد (النحل الربيعي، جنس Osmia) في تلقيح أشجار الفاكهة. وفقًا للكاتب البريطاني كريستوفر أوتول في كتابه The Red Mason Bee، فإن Osmia rufa هو ملقح أكثر كفاءة لمحاصيل البساتين (في أوروبا) من نحل العسل. في اليابان، يوفر نحل البستان الياباني - نحلة ذات وجه قرني، أوسميا كورنيفرونس - ما يصل إلى 80٪ من تلقيح التفاح. خارج اليابان، تُستخدم قرنيات Osmia أيضًا بشكل متزايد في شرق الولايات المتحدة، لأنه مثل نحل البنائين الآخرين، فهو أكثر كفاءة بما يصل إلى 100 مرة من نحل العسل - حيث يتطلب هكتار واحد فقط 600 نحلة ذات وجه قرني، مقابل عشرات الآلاف من نحل العسل. قد يجد المزارعون المنزليون هذه الأشياء أكثر قبولًا في الضواحي لأنهم نادرًا ما يلسعون.
تتمثل أعراض التلقيح غير الكافي في صغر حجم التفاح وتشوهه وبطء نضجه. يمكن عد البذور لتقييم التلقيح. يتمتع التفاح الملقح جيدًا بأفضل جودة وسيحتوي على سبع إلى عشر بذرات. عادة لا ينضج التفاح الذي يحتوي على أقل من ثلاث بذور وسوف يسقط من الأشجار في أوائل الصيف. يمكن أن ينتج التلقيح غير الكافي إما عن نقص الملقَحات أو الملقحات، أو من سوء طقس التلقيح في وقت الإزهار. عادة ما تكون زيارات النحل المتعددة مطلوبة لتوصيل حبوب اللقاح الكافية لتحقيق التلقيح الكامل.

### الأجاص
مثل التفاح، الكمثرى غير متوافقة مع نفسها وتحتاج إلى جذب الحشرات من أجل التلقيح وإنتاج الفاكهة. أحد الاختلافات الملحوظة عن التفاح هو أن أزهار الكمثرى أقل جاذبية لنحل العسل بسبب لونها الباهت ورائحتها الخفيفة. قد يتخلى النحل عن أزهار الكمثرى لزيارة الهندباء أو بستان تفاح قريب. غالبية الملقحات لأشجار الكمثرى هي نحل العسل، على الرغم من أن الكمثرى يزورها أيضًا خوتعيات وسرفات. في بعض المناطق، مثل منطقة إميليا رومانيا في إيطاليا، لا يمكن استخدام نحل العسل لتلقيح الكمثرى بسبب انتشار ضوء النار في التسعينيات، واستخدمت Osmia cornuta كملقحات بدلاً من ذلك. تتمثل إحدى طرق مكافحة الانجذاب المنخفض لنحل العسل إلى أزهار الكمثرى في استخدام جاذبات النحل لإغراء النحل لتلقيح الأزهار، وقد تشتمل جاذبات النحل على الفيرومونات التي تحاكي فرمون الحضنة أو فرمون الأحداث أو عوامل جذب أخرى. هناك أيضًا طرق أخرى لجذب نحل العسل إلى أزهار الكمثرى. الأول هو التلقيح بالتشبع، أي لتخزين الكثير من النحل بحيث يتم عمل جميع أزهار المنطقة بغض النظر عن جاذبية النحل. طريقة أخرى هي تأخير حركة خلايا النحل إلى البساتين حتى تزدهر بنسبة 30٪. يتم نقل النحل إلى البستان أثناء الليل، وعادة ما يزور أزهار الكمثرى لبضع ساعات حتى يكتشفوا مصادر الرحيق الأكثر ثراءً. العدد الموصى به من خلايا النحل لكل فدان واحد.

### الخوخ والبرقوق
يتطلب معظم البرقوق الآسيوي نوعًا ثانيًا للتلقيح المتبادل، في حين أن معظم البرقوق الأوروبي يتميز بالخصوبة الذاتية. يُطلق أيضًا على الخوخ الأوروبي الذي يجف جيدًا اسم الخوخ، وهو الاسم الشائع للفاكهة الجافة. يزهر العديد من البرقوق الآسيوي مبكرًا وإدارة الملقحات تشبه المشمش. ومع ذلك، يمكن أن يكون الخشب المثمر وخاصة الخوخ الآسيوي هشًا ويتطلب التلقيح المفرط ترققًا شديدًا للفاكهة.

### المشمش
المشمش يشبه اللوز من الناحية النباتية ويمكن أن يزدهر مبكرًا مثل اللوز، مما يجعل إدارة الملقحات متشابهة فيما عدا أن الشجرة يمكن أن تفرط في المحاصيل إذا لم يتم تخفيف الثمرة.

### الكرز
فطيرة الكرز، والتي تسمى أيضًا الكرز الحامض، ذات خصوبة ذاتية. في بعض الأصناف، يمكن زيادة غلة الفاكهة باستخدام الملقحات. تحتاج معظم أنواع الكرز الحلو إلى نوع ثانٍ للتلقيح، وحتى الأنواع ذات الخصوبة الذاتية أدت إلى تحسين مجموعة الثمار مع الصنف الثاني. و يمكن لفطيرة الكرز تلقيح الكرز الحلو.

### التين
ينتج بعض التين ثمارًا بدون تلقيح. يعتمد التين الملقح على دبابير التين.